# North Hollywood High School
North Hollywood High School est un lycée américain de Los Angeles. Il a été fondé en 1927 sous le nom de Lankershim High School.